# Sönner-Gråssjön
Sönner-Gråssjön är en sjö i Åre kommun i Jämtland och ingår i Indalsälvens huvudavrinningsområde. Sjön har en area på 0,674 kvadratkilometer och ligger 634,1 meter över havet. Sjön avvattnas av vattendraget Visjöån.

## Delavrinningsområde
Sönner-Gråssjön ingår i det delavrinningsområde (703317-132820) som SMHI kallar för Utloppet av Sönner-Gråssjön. Medelhöjden är 650 meter över havet och ytan är 5,27 kvadratkilometer. Räknas de 3 avrinningsområdena uppströms in blir den ackumulerade arean 37,66 kvadratkilometer. Visjöån som avvattnar avrinningsområdet har biflödesordning 3, vilket innebär att vattnet flödar genom totalt 3 vattendrag innan det når havet efter 404 kilometer. Avrinningsområdet består mestadels av skog (73 procent) och sankmarker (14 procent). Avrinningsområdet har 0,68 kvadratkilometer vattenytor vilket ger det en sjöprocent på 12,8 procent.